# Jaroslav Šibrava, Továrna motorových vozidel
Jaroslav Šibrava, Továrna motorových vozidel war ein tschechoslowakischer Hersteller von Automobilen.

## Unternehmensgeschichte
Jaroslav Šibrava gründete 1921 das Unternehmen in Prag-Holešovice und begann mit der Produktion von Automobilen. Der Markenname lautete Šibrava. 1926 endete die Produktion. Andere Quellen geben den Bauzeitraum mit 1920 bis 1925 bzw. mit 1921 bis 1929 an. Insgesamt entstanden etwa 100 Exemplare.

## Fahrzeuge

### Trimobil
Das Trimobil war ein Dreirad, bei dem sich das einzelne Rad vorne befand. Es entsprach dem Dreirad von Walter. Für den Antrieb sorgte ein luftgekühlter Zweizylindermotor mit 1248 cm³ Hubraum. Zunächst war der Motor in V-Bauweise ausgelegt und leistete 9 PS. Später fand ein Boxermotor mit 14 PS Leistung Verwendung. Im Angebot standen die Karosserievarianten E 2 als offener, zweisitziger Sportwagen, E 4 als Viersitzer, EK 4 als Taxi-Landaulet, EN als zweisitziger Pick-up und END als Lieferwagen. Die günstigste Variante war mit einem Neupreis von 24.000 Tschechoslowakische Kronen das billigste Dreiradfahrzeug auf dem Markt.

### 4/14 HP
Dieses Personenwagenmodell mit vier Rädern erschien 1923 oder 1925. Für den Antrieb sorgte der gleiche Boxermotor, wie er im Trimobil verwendet wurde, hier allerdings mit Wasserkühlung. Das Leergewicht war mit 700 kg angegeben, und die Höchstgeschwindigkeit mit 60 km/h. Der Neupreis betrug 34.000 Kronen.